# 공대지 미사일

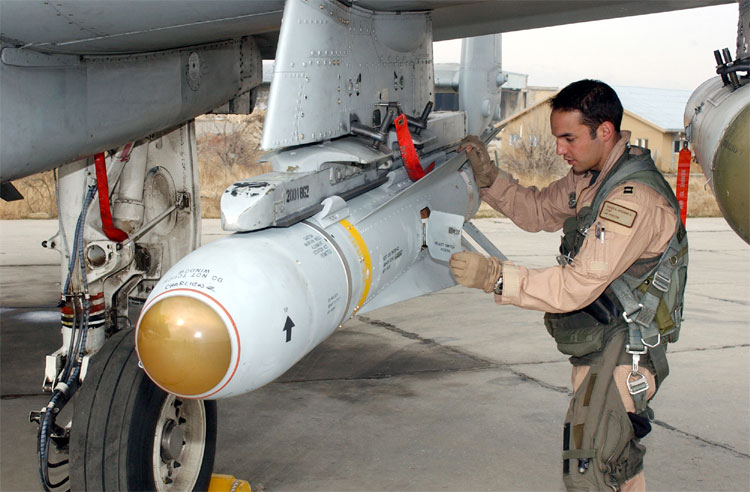
조종사가 A-10 선더볼트 II에서 AGM-65 메버릭 미사일을 검사하고 있다.

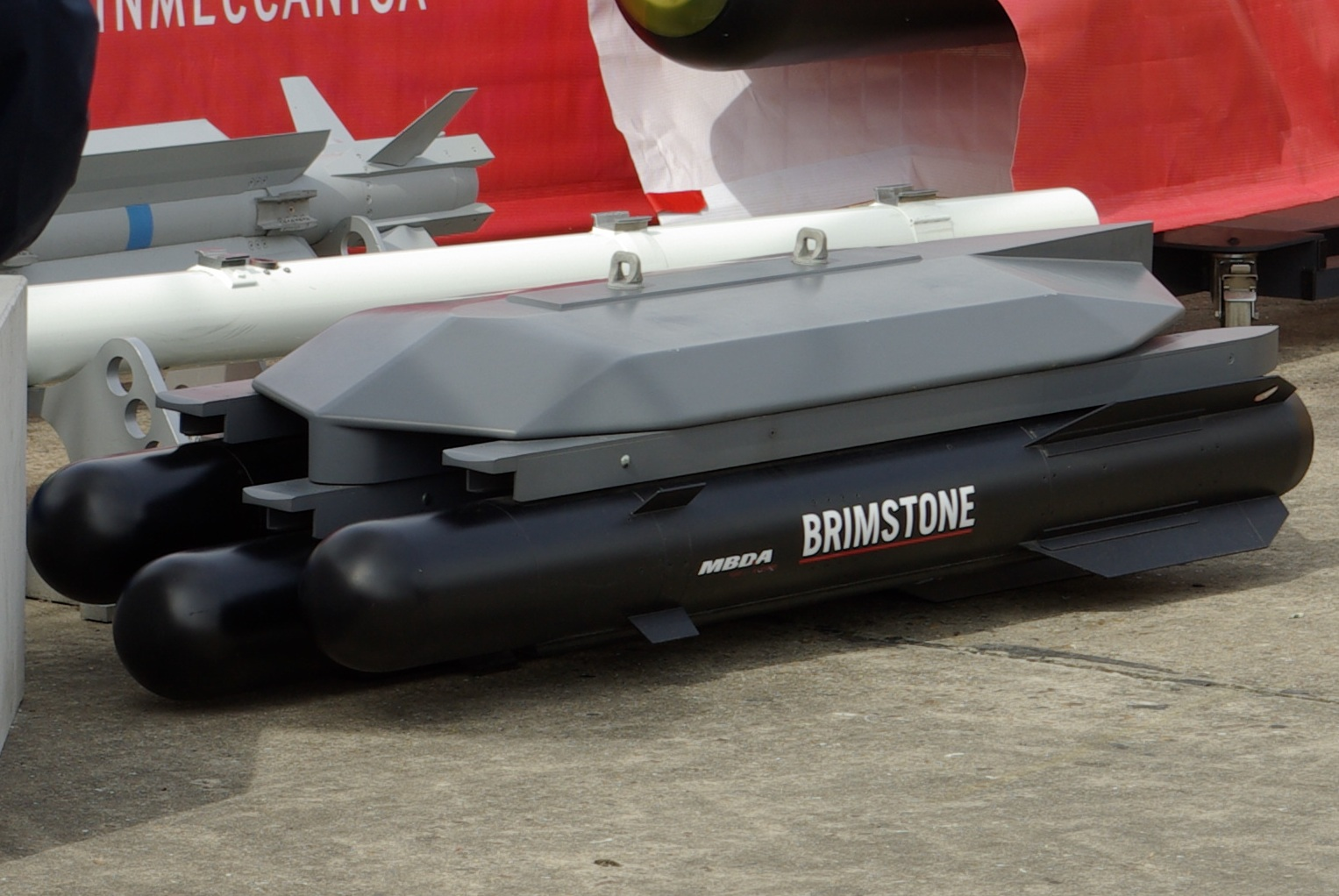
영국 공군의 브림스톤 미사일은 파이어 앤 포겟 대전차 미사일이다.

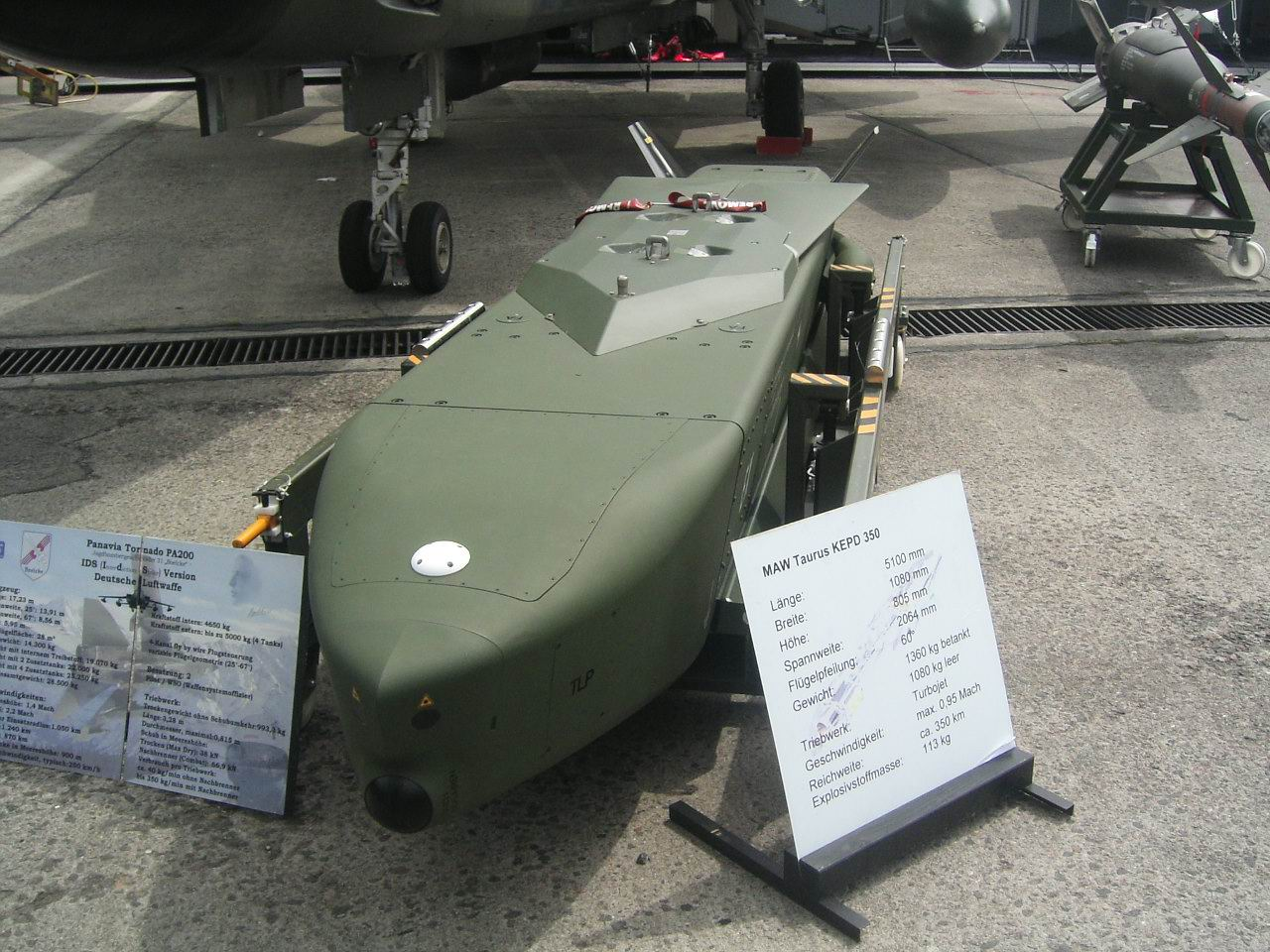
독일 공군의 타우루스 KEPD 350 순항 미사일

공대지 미사일(空對地-, 영어: Air-to-Surface Missile, ASM 혹은 Air-to-Ground Missile, AGM)은 군용기에서 지상 또는 해상 목표물에 발사하도록 설계된 미사일이다. 미사일로 간주되지 않는 무동력 유도 활공 폭탄도 있다. 공대지 미사일의 가장 일반적인 두 가지 추진 시스템은 일반적으로 사거리가 짧은 로켓 엔진과 더 느리지만 사거리가 긴 제트 엔진이다. 일부 소련 설계 공대지 미사일은 램제트에 의해 추진되어 긴 사거리와 고속을 모두 제공한다.
공대지 미사일의 유도는 일반적으로 레이저 유도, 적외선 유도, 광학 유도 또는 위성 유도 신호를 통해 이루어진다. 유도 유형은 목표물 유형에 따라 달라진다. 예를 들어, 선박은 수동 레이더 또는 능동 레이더 유도를 통해 탐지될 수 있지만, 이는 다수의 작고 빠르게 움직이는 지상 목표물에는 덜 효과적이다.
공대지 미사일과 지대지 미사일 사이에는 일부 교차점이 있다. 예를 들어, 토마호크 미사일의 공중 발사 버전이 있었지만, 이는 AGM-86 ALCM으로 대체되었다. 두 가지 역할 모두에 사용되는 다른 미사일로는 펭귄과 AGM-84 하푼 대함 미사일이 있다. 많은 공대지 미사일은 선박과 지상 목표물 모두에 사용될 수 있지만, 일부는 다른 역할을 수행하기 위해 수정되어야 한다. 예를 들어, AGM-84E 스탠드오프 지상 공격 미사일은 하푼의 지상 공격 버전이다.
항공기의 지상 공격을 위한 공대지 미사일의 주요 장점은 미사일이 목표물의 방공 범위에 들어오지 않고 원거리에서 발사될 수 있도록 하는 원거리를 제공한다는 것이다. 대부분의 공대지 미사일은 원거리에서 파이어 앤 포겟 방식으로 발사되어 공격자가 발사 후 더 이상 접근하지 않고 철수할 수 있도록 한다. 일부 미사일(일반적으로 순항 미사일 또는 대함 미사일)은 수평선 너머로 발사되어 목표물을 자율적으로 찾을 수 있을 만큼 충분히 긴 사거리를 가진다.
공대지 미사일의 하위 범주에는 다음이 포함된다.
- 공중 발사 대전차 미사일 (일반적으로 헬리콥터에서 발사)
- 공중 발사 순항 미사일
- 공중 발사 대함 미사일
- 대레이더 미사일

일반적으로 발사 항공기가 더 높고 빠르게 비행할수록 특정 미사일의 사거리가 더 길어진다. 장거리 미사일의 경우 이 차이는 상대적으로 작을 수 있지만, 단거리 미사일(예: AGM-65 메버릭)은 고고도에서 발사될 때 훨씬 더 긴 사거리를 가진다.
공중 발사 탄도 미사일 (공중 발사 ICBM, GAM-87 스카이볼트)의 예가 있었지만 드물다. 때로는 공대지 미사일이 전술 및 전략 범주로 나뉜다. 일반적으로 화학 폭발물 또는 소형 핵탄두를 가진 미사일은 전술로 분류되고, 대형 핵탄두는 전략으로 분류된다.

## 공대지 미사일 목록

### 예멘 (후티)
- AKHGAR

### 일본
- ASM-1
- ASM-2
- ASM-3
- 93식 공대함 미사일

### 아르헨티나
- MP-1000 마틴 페스카도르
- AS-25K

### 브라질
- MAR-1 대레이더 미사일
- FOG-MPM 광섬유 유도 다목적 미사일.
- AVTM-300 순항 미사일.

### 중국
- C-101
- C-601
- C-602
- C-611
- C-701
- C-704
- C-705
- C-801
- C-802
- C-805
- 창펑 (미사일) (창펑 1)
- 창펑 (미사일) (창펑 2)
- DH-10
- FL 계열 (미사일)
- FL-8
- FL-9
- FL-10
- FL-7
- HJ-8
- HJ-9
- HJ-10
- HJ-73
- HN-1
- HN-3
- HN-2
- HY 계열
- KD1 (미사일)
- KD2 (미사일)
- KD-63
- KD-88
- LMD-002 (미사일)
- LMD-003 (미사일)
- 스카이 애로우 (미사일)
- 스카이 애로우 90
- SY 계열 (미사일)
- TBI (미사일)
- TL-6
- TL-10
- YJ-12
- YJ-22
- YJ-62
- YJ-63
- YJ-82
- YJ-83
- YJ-91
- ZD1 (미사일)

### 프랑스
- AS.11
- AS.12
- AS.15TT
- AS.20
- AS.30
- AS.30 TCA
- AS.30 레이저
- AS.37 마르텔
- ARMAT
- HOT (미사일)
- 엑조세
- 미스트랄 (미사일)
- SCALP EG
- 트리가트 LR
- 아파치
- ASMP
- ASMP-A
- AASM
- MMP
- ANL

### 독일
- 타우루스 KEPD 350
- 아르미거
- PARS 3 LR
- HOT (미사일)
- AS.34 코모란
- RBS-15 (스웨덴과 협력)

### 그리스
- HSC-1 마케돈

### 인도

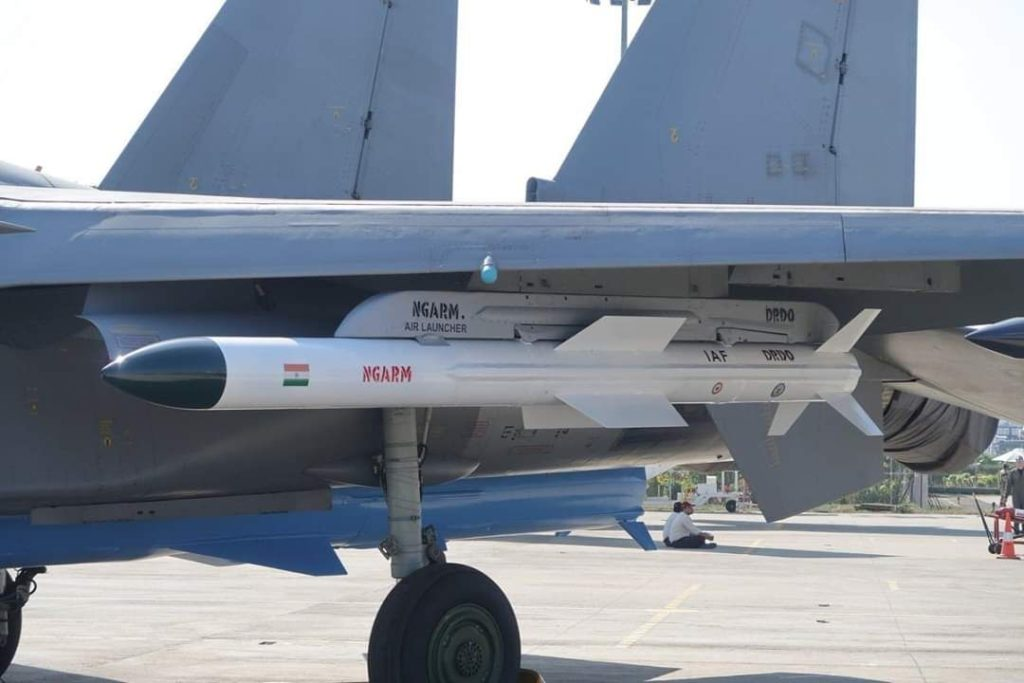
인도 공군의 루드람-1은 대레이더 미사일이다.

- 브라모스 순항 미사일 (운용 중)
- 헬리나/드루바스트라 (사용자 시험)
- 산트 (개발 중)
- 루드람-1 (운용 중)
- NASM-SR (개발 중)
- NASM-MR (개발 중)
- CATS 헌터 (개발 중)

### 이스라엘
- AGM-142 해브냅
- 님로드 (미사일)
- 램페이지 (미사일)
- 스카이스나이퍼
- 딜라일라 (미사일)
- 시 브레이커 (미사일)
- 에어 로라
- 루즈 (미사일)

### 이란
- 가세드 3
- 주빈
- 비나
- 사디드-1
- 파즈르-4
- 사타르 1
- 사타르 2
- 사타르 3
- 사타르 4
- 가엠

### 노르웨이
- 펭귄 미사일
- 해상 타격 미사일

### 파키스탄
- 박타르-시칸 공중 발사 변형
- 라드 (순항유도탄)
- 바르크

### 남아프리카
- 덴엘 ZT3 잉웨 레이저 유도 대전차 미사일
- 덴엘 모코파 공대지 미사일
- 켄트론 TORGOS 공중 발사 아음속 순항 미사일 (개발 취소)
- 덴엘 소형 유도 미사일 (개발 중)

### 스웨덴
- Rb 05
- RBS 15

### 대만
- 슝펑 II (공중 발사 변형이 성공적으로 시험되었지만, 운용되지는 않았다.)
- 슝펑 III
- 티엔치엔 IIA 대레이더 미사일
- 완 젠

### 튀르키예
- 시리트
- UMTAS
- MAM (스마트 마이크로 탄약)
  - MAM-C
  - MAM-L
  - MAM-T
- SOM (공중 발사 순항 미사일)
- 아크바바 대레이더 미사일 (현재 개발 중)
- TUBITAK-SAGE 쿠즈군 (현대 모듈식 상호 비용 효율적인 탄약)[1][2]
  - KUZGUN-TJ: 터보제트 추진 변형.
  - KUZGUN-SS: 활공 변형.
  - KUZGUN-KY: 고체 연료 로켓 추진 변형.
  - BOZOK: UAV 전용 쿠즈군의 미니 버전.

### 영국
- 블루 스틸 미사일
- 브림스톤 미사일
- 그린 치즈 미사일 (1956년 취소)
- ALARM
- 스톰 섀도
- BAe 시 이글
- GAM-87 스카이볼트 (공중 발사 탄도 미사일; 취소)
- 경량 다목적 미사일
- SPEAR 3

### 미국
- AGM-12 불펍 (더 이상 운용되지 않음)
- AGM-22 (1980년대 프로젝트 중단, 제한적으로 사용 중)
- AGM-28 하운드 독 (더 이상 운용되지 않음)
- AGM-45 슈라이크 (더 이상 운용되지 않음)
- AGM-53 콘도르 (프로젝트 취소)
- AGM-62 월아이 (더 이상 운용되지 않음)
- AGM-63 (프로젝트 취소)
- AGM-64 호넷 (프로젝트 취소)
- AGM-65 메버릭 (운용 중)
- AGM-69 SRAM (더 이상 운용되지 않음)
- AGM-76 팔콘 (프로젝트 취소)
- AGM-78 스탠더드 ARM (더 이상 운용되지 않음)
- AGM-79 블루 아이 (프로젝트 취소)
- AGM-80 바이퍼 (프로젝트 취소)
- AGM-83 불독 (프로젝트 취소)
- AGM-84 하푼 (운용 중)
- AGM-86 ALCM (운용 중)
- AGM-87 포커스 (더 이상 운용되지 않음)
- AGM-88 함 (운용 중)
- AGM-112 (프로그램이 GBU-15로 이름이 변경되었을 때 예약됨)
- AGM-114 헬파이어 (운용 중)
- AGM-119 펭귄 (운용 중)
- AGM-122 사이드암 (더 이상 운용되지 않음)
- AGM-123 스키퍼 (운용 중단/더 이상 운용되지 않음)
- AGM-124 와스프 (프로젝트 취소)
- AGM-129 ACM (더 이상 운용되지 않음)
- AGM-130 (더 이상 운용되지 않음)
- AGM-131 SRAM II (프로젝트 취소)
- AGM-136 태싯 레인보우 (프로젝트 취소)
- AGM-137 TSSAM (프로젝트 취소)
- AGM-142 해브냅 (운용 중)
- AGM-153 (프로젝트 취소)
- AGM-154 JSOW (운용 중)
- AGM-158 JASSM (운용 중)
- AGM-159 JASSM (프로젝트 취소)
- AGM-169 통합 공통 미사일 (프로젝트 취소)
- AGM-176 그리핀 (운용 중)
- 소형 첨단 역량 미사일 (SACM) (개발 중)
- 볼드 오리온 (시제품)
- GAM-87 스카이볼트 (공중 발사 탄도 미사일; 프로젝트 취소)
- 하이 비르고 (시제품)
- 극초음속 공기흡입 무기 개념 (개발 중)
- AGM-179 JAGM (개발 중)
- AGM-183A ARRW (프로젝트 취소)
- LRSO (개발 중)

### 소련/러시아 연방
- 헤르메스-A
- Kh-15 (NATO 보고명: AS-16 킥백; 러시아어: Х-15)
- Kh-20 (NATO: AS-3 캥거루)
- Kh-22 (NATO: AS-4 키친; 러시아어: Х-22)
- Kh-23/Kh-66 그롬 (AS-7 케리; 러시아어: Х-23 Гром, "천둥")
- Kh_25ML (NATO: AS-10 캐런; 러시아어: Х-25)
- Kh_25MP (NATO: AS-12 케글러; 러시아어: Х-25)
- Kh-28 (NATO: AS-9 카일; 러시아어: Х-28)
- Kh-29 (NATO: AS-14 케지; 러시아어: Х-29)
- Kh-31[3] (NATO: AS-17 크립톤; 러시아어: Х-31)
- Kh-32 (러시아어: Х-32)
- Kh-35 (NATO: AS-20 카약; 러시아어: Х-35)
- Kh-38 (러시아어: Х-38)
- Kh-45
- Kh-47M2 킨잘 (AS-24 킬조이; 러시아어: Х-47M2 Кинжал, "단검")
- Kh-55 (NATO: AS-15 켄트; 러시아어: Х-55)
- Kh-58 (NATO: AS-11 킬터; 러시아어: Х-58)
- Kh-59 오보드 (NATO: AS-13 킹볼트; 러시아어: Х-59 Овод, "쇠등에")
- Kh-59M 오보드-M (NATO: AS-18 카주)
- Kh-80 (NATO: AS-19 코알라)
- Kh-90 (NATO: AS-X-19 코알라)
- KS-1 코메트 (NATO: AS-1 케널)
- KSR-2 (NATO: AS-5 켈트)
- KSR-5 (NATO: AS-6 킹피쉬)
- K-10S (AS-2 키퍼)
- R-82
- S-5
- S-8
- S-13
- S-24
- S-25
- 9K114 슈툼 (NATO: AT-6 스파이럴)

## 시대에 따른 분류
공대지 유도탄은 그 유도방식의 변천사에 따라 구분할 수 있다.
아래 설명은 유도탄이 아닌 유도폭탄에 관한 설명임.

### 1세대
1,2차 세계대전 당시 폭격기에서 대규모로 투하하는 폭탄은 무유도 자유낙하 방식으로 명중률이 낮고 효율이 떨어졌다.
현대에도 MK84 등 유도능력이 전혀 없는 폭탄을 대규모로 떨어뜨리는 방식으로 사용한다. 공대지 무기에 포함되지만, 유도능력이 없으므로 공대지 유도탄에는 포함되지 않는다.

### 2세대
베트남전 당시 최초로 등장한 레이저 유도폭탄은 레이저 반사파를 쫓아가는 방식으로 유도된다. 이때부터 전폭기를 이용한 정밀폭격이 가능해졌다.
GBU-10, GBU-12등이 여기에 해당된다.

### 3세대
관성유도장치(INS) 와 위성항법장치(GPS)를 이용한 유도방식을 사용한다. 합동직격탄(JDAM)이 여기에 해당된다.
레이저 유도폭탄처럼 표적 지시가 필요없다는 장점이 있다. 단, 표적을 인식하고 따라가는게 아닌 좌표점을 향하는 것이므로 고정 표적에는 효과적인 명중률을 자랑하지만, 이동 표적은 타격이 불가능하다.
일반적으로 MK84와 같은 무유도 폭탄에 항법장치와 유도핀을 달아 사용한다.

### 4세대
3세대의 GPS/INS 추적 시스템에 레이저유도 기능을 추가한 것으로, 일정 거리까지는 GPS/INS 유도장치를 이용하여 비행하다가 표적에 근접하면 레이저 유도 추적방식을 이용하여 목표물을 명중시킨다.
고정/이동 표적을 모두 타격할 수 있으며, Fire&Forget이 가능하여 사수의 생존성을 높일 수 있다. 현재 F-16, F-15 등 전폭기나 B-2, B-52와 같은 폭격기에서 주로 투하하며, MQ-9 등 무인정찰기에 탑재하기도 한다.
주로 LJDAM이라고 불리며, 대표적으로 GBU-54가 LJDAM이다.

### 5세대
5세대 공대지 유도탄은 전술 데이터링크에서 다운받은 데이터를 따라, 유도탄이 GPS/INS, 반능동 레이저 유도를 모두 사용하면서 고정/이동 목표물 모두 정밀 타격이 가능하다.
무인기에 적용이 가능하며, 전술 데이터링크가 무인기와 연동될 시 6세대로 구분된다.

## 같이 보기
- 지대공 미사일
- 레이저 유도 폭탄
- 대전차 미사일
- 대함 미사일
- 순항 미사일